# Klonidyna
Klonidyna (łac. clonidinum) – organiczny związek chemiczny, agonista receptorów α2-adrenergicznych sprzężonych z białkiem regulacyjnym Gi. W mniejszym stopniu pobudza również receptory α1-adrenergiczne. Ma działanie hipotensyjne, hamujące aktywność centralnego układu nerwowego, przeciwbólowe i anestetyczne. Pobudzając receptory w paśmie samotnym, powoduje zmniejszenie aktywności neuronów współczulnych docierających do serca i naczyń krwionośnych oraz pobudzenie nerwu błędnego. W efekcie rozszerzają się naczynia tętnicze, akcja serca zwalnia i zmniejsza się jego pojemność minutowa.
W związku z pobudzeniem receptorów postsynaptycznych α2 w naczyniach i jednoczesnym słabym agonizmem receptorów α1, początkowo występuje wzrost ciśnienia i skurcze naczyń w opuszkach palców.

## Działanie
- obniża ciśnienie krwi
- zwalnia częstość akcji serca
- zmniejsza objętość wyrzutową
- działa uspokajająco i przeciwlękowo
- uśmierza ból
- zwiększa łaknienie

## Zagrożenia
Przy długotrwałym leczeniu receptory ulegają kompensacyjnym zmianom, co przy nagłym odstawieniu powoduje duży wzrost ciśnienia krwi.

## Wskazania
- zespół Tourette’a[5]
- nadciśnienie średnie i ciężkie
- uzależnienie opioidowe i alkoholowe
- ADHD[5] (podobnie jak inny α-mimetyk, guanfacyna[6])